# Louis-François Jauffret
Louis-François Jauffret (ur. 4 października 1770 w La Roquebrussanne; zm. 11 grudnia 1840 w Marsylii) – francuski antropolog, pedagog, historyk i poeta.

## Życie
Jest znany jako założyciel pierwszej organizacji naukowej, która zajmowała się antropologią.
Od 1796 roku wydawał (w języku francuskim, angielskim i wielu innych) popularny magazyn dla dzieci i młodzieży.
W 1799 roku założył z grupą przyjaciół Société des Observateurs de l'homme, w którym (wraz z Wilhelmem von Humboldtem) dojrzało przekonanie o znaczeniu języka w studiach antropologicznych.

## Dzieła
- Louis François Jauffret: Petite école des arts et métiers, contenant des notions simples et familières sur tout ce que ..., A. Eymery, 1816
- Louis François Jauffret, Augustin Charles Guichard: Gazette des nouveaux tribunaux. S. A. Hugelet, 1794
- Louis François Jauffret: Lettres sur les fabulistes, anciens et modernes. Paris 1827
- Les charmes de l’enfance et les plaisirs de l’amour maternal